# ロード オブ ヴァーミリオンシリーズ
 ロード オブ ヴァーミリオンシリーズは、スクウェア・エニックスが発売している、日本製コンピュータゲームのシリーズ作品。略称はLoV。シリーズプロデューサーは柴貴正。

## 特徴
第1作は『ドラゴンクエスト モンスターバトルロード』に続くスクウェア・エニックスのアーケード参入第2弾タイトルであり、完全オリジナルIPとしては初のアーケード作品となる。
ダークファンタジーの世界をベースとしたゲームで、さまざまな神話や民話・童話をモデルとした「使い魔」がカードで供給され、それを呼び出して戦う。
アーケード版は専用筐体で、「プレイスクリーン」と呼ばれる盤面にカードを置き、それを読み取らせることでゲーム内にキャラクターが反映される。使い魔カードはゲーム終了時に筐体から排出され、それを用いて新たなデッキを構築していく。

## シリーズ作品一覧

### アーケード
ロード オブ ヴァーミリオン （2008年6月17日）
第1作。作曲は植松伸夫。
バージョンアップごとに、以下のサブタイトルが付与された。
- 神々への離反（2008年9月24日）
- 新たなる胎動（2009年1月13日）
- 煉獄からの誘い（2009年4月23日）
- 混沌への回帰（2009年7月27日）

ロード オブ ヴァーミリオンII （2009年10月27日）
第2作。前作と同一筐体で、キット購入によりIIに変更できた。作曲は崎元仁。
種族が統合されて5種となり、前作までのカードは使用できるものの制限が課せられた。前作「サクリファイス」を発展させた「アルティメットスペル」が登場。
バージョンアップごとに、以下のサブタイトルが付与された。
- 深淵ヨリ招かれしモノ（2010年3月3日）
- アルティメットバージョン（2010年7月26日）
- アルティメットバージョン 狂気ノ輪廻（2010年12月8日）

ロード オブ ヴァーミリオンRe:2 （2011年7月26日）
第3作。強力な使い魔「降魔」の召喚などが加わった、LoVIIのバージョンアップ版。
バージョンアップごとに、以下のサブタイトルが付与された。
- 〜慟哭〜（2012年1月19日）
- 〜再征〜（2012年10月31日）

ロード オブ ヴァーミリオンIII （2013年8月22日）
第4作。前作までから筐体・ルールを一新し、4VS4によるマルチプレイヤーオンラインバトルアリーナ形式となった。作曲はTachytelic。
バージョンアップごとに、以下のサブタイトルが付与された。
- Ark-cell（2014年3月27日）
- Twin Lance（2014年10月23日）
- Chain-Gene（2015年4月27日）

ロード オブ ヴァーミリオンRe:3 （2015年11月19日）
第5作。Re:2同様、「降魔」や「魔神」、「使い魔転醒」などの新要素が加わった、LoVIIIのバージョンアップ版。作曲は細江慎治。
バージョンアップごとに、以下のサブタイトルが付与された。
- Dear Servant（2016年6月21日）
- Dear Servant SAVIOUR OF THE 13 SWORDS（2016年9月29日）
- Dear Servant KEEPER OF THE 13 KEYS（2016年12月26日）

ロード オブ ヴァーミリオンIV （2017年7月13日）
第6作。前作と同一筐体で、キット購入によりIVに変更できた。作曲は岩崎琢。
舞台を2030年の東京とし、主人公キャラクターを一新。ゲームはIIIの基本システムを継承しているが、新パラメータ「PSY」や使い魔を強化する「アルティメットレイド」など新システムを採用している。2019年8月31日をもってオンラインサービスを終了。
バージョンアップごとに、以下のサブタイトルが付与された。
- 血晶事変（2017年12月14日）
- 血晶事変 [RenatuS]（2018年6月28日）

### その他プラットフォーム
ロード オブ ヴァーミリオン煉（Mobage、2012年4月25日 - 2013年7月30日）
ソーシャルゲーム。
ロード オブ ヴァーミリオン アリーナ（Windows、2015年6月17日 - 2016年6月30日）
パソコン用マルチプレイヤーオンラインバトルアリーナ（7VS7）。

### スピンオフ作品
ロード オブ アルカナ（PlayStation Portable、2010年10月14日）
マルチプレイ可能なアクションゲーム。
ロード オブ アポカリプス（PlayStation Portable・PlayStation Vita、2011年12月17日）
マルチプレイ可能なアクションRPG。『ロード オブ アルカナ』のデータを継続して使用できる。

### その他
パチスロ ロード オブ ヴァーミリオン（2016年）
七匠制作のパチスロ。
ロード オブ ヴァーミリオン 紅蓮の王（2018年）
『IV』の世界観をベースにしたアニメーション作品。製作はアスリード。
パチスロ ロード オブ ヴァーミリオン Re:（2018年）
七匠制作のパチスロ第2弾。登場キャラクターは前作に引き続き、『III』がベース。

## コラボレーション
『神々への離反』以降、様々な作品とコラボレーションを行っており、コラボした作品のキャラがゲスト使い魔として登場。なかにはこのゲームで初めてボイスがついたキャラも存在する。『狂気ノ輪廻』までは『マジック:ザ・ギャザリング』を除いて自社作品とのコラボが中心だったが、『Re:2』以降は他社の作品のキャラも参戦するようになり、コラボ作品のカードを使って一定数勝利するなど特定の条件を満たすとそのコラボ作品のBGMや主題歌がゲーム内で流れるようにもなった。
LORD of VERMILION 神々への離反
- 『ドラッグオンドラグーン』
- 『ヴァルキリープロファイル』

LORD of VERMILION 新たなる胎動
- 『ラストレムナント』
- 『黒神 The Animation』

LORD of VERMILION 煉獄からの誘い
- 『スターオーシャンシリーズ』
- 『ファンタジーアース ゼロ』

LORD of VERMILION II
- 『ファイナルファンタジーIV』
- 『ロマンシング サ・ガ2』
- 『マジック:ザ・ギャザリング』

LORD of VERMILION II 深淵ヨリ招かれしモノ
- 『ファイナルファンタジーXI』

LORD of VERMILION II アルティメットバージョン
- 『聖剣伝説2』
- 『ロマンシング サ・ガ3』
- 『ファイナルファンタジーVI』
- 『VALKYRIE PROFILE』
- 『週刊ファミ通』

LORD of VERMILION II アルティメットバージョン 狂気ノ輪廻
- 『ファイナルファンタジーXIV』
- 『ファイナルファンタジーシリーズ』
- 『ロード オブ アルカナ』

LORD of VERMILION Re:2
- 『BLAZBLUE CONTINUUM SHIFT II』
- 『ザ・キング・オブ・ファイターズ’98』
- 『ファイナルファンタジーIX』
- 『三国志大戦３ WAR BEGINS』
- 『杉田智和のアニゲラディドゥーン』

LORD of VERMILION Re:2 〜慟哭〜
- 『ドラッグオンドラグーン』
- 『ニーア ゲシュタルト/レプリカント』
- 『ブラック★ロックシューター』
- 『魔法使いの夜』
- 『まおゆう魔王勇者』
- 『ロード オブ アポカリプス』

LORD of VERMILION Re:2 〜再征〜
- 『ヴァルキリープロファイル2』
- 『英雄伝説VI 空の軌跡』
- 『ペルソナシリーズ』
- 『東方Project』
- 『スターオーシャン4』
- 『ファンタジーアース ゼロ』

## イベント「OVER the LORD」
アーケードは大規模イベント「OVER the LORD」が不定期に開催されている。サブタイトルで章立て（序章を除く）されたイベントは、全国大会として開催されており、種目は異なっても大会名はすべて「OVER the LORD」に統一されている。決勝大会では優勝者（チーム）を決定するトーナメントが行われるほか、直近のバージョンアップ情報の公開や、プレゼント等が行われる。
| サブタイトル                       | 開催日         | 会場                                       | 種目     |
| ---------------------------------- | -------------- | ------------------------------------------ | -------- |
| 序章 ロードたちの集い              | 2008年10月25日 | エンターブレイン イベントスペース「WinPa」 | LoV1     |
| 第1章 狂宴への招待状               | 2009年1月11日  | 品川プリンスホテル ステラボール            | LoV1     |
| 第2章 混沌の輪舞曲                 | 2009年10月17日 | ディファ有明                               | LoV1     |
| 第3章 開かれし創世のトビラ         | 2010年7月10日  | JCBホール                                  | LoVII    |
| fan festival                       | 2010年12月5日  | NEW PIER HALL                              | LoVII    |
| fan festival2 × ALLSTAR TOURNAMENT | 2011年7月16日  | 品川プリンスホテル ステラボール            | LoVII    |
| 第4章 常闇を祓う覚醒の焔           | 2012年8月19日  | 日比谷公会堂                               | LoV Re:2 |
| 第5章 黒淵と白焔の頂               | 2013年7月20日  | 舞浜アンフィシアター                       | LoV Re:2 |
| 第6章 創醒の四皇                   | 2014年9月27日  | 舞浜アンフィシアター                       | LoVIII   |
| 第7章 顯現せし次元の大聖           | 2015年8月22日  | 舞浜アンフィシアター                       | LoVIII   |
| 第8章 魔猛る餓牙、神穿つ咆咬       | 2016年8月7日   | 東京ビッグサイト西1ホール                  | LoV Re:3 |

LoVIII以降、全国大会を伴わない大規模イベントは、「ヴァーミリオンフェスティバル」と名前を変えて開催されている。
ほかにも、開発・宣伝スタッフが地方店舗に赴く「ふぁん散歩」や「いい旅LoV気分！」、「ヴァーミリオンキャラバン」といった小規模イベントも行われている。

## Webラジオ
RADIO of VERMILION〜マナタワー放送局〜
文化放送超!A&G+にて2016年1月9日から2017年7月30日まで配信されていた簡易動画付きWebラジオ。毎週日曜日 20:00 - 20:30 に配信。2016年4月2日までは毎週土曜日 17:00 - 17:30 に配信されていた。AG-ONでは2016年1月16日から2017年5月28日までアーカイブ配信、AG-ON Premiumでは2017年6月4日から8月6日までアーカイブ配信されていた。パーソナリティは、立花慎之介、三宅麻理恵、荒川美穂。
福圓美里・佐藤利奈のろヴらじ
文化放送超!A&G+にて2017年8月6日から2019年3月31日まで配信されていたWebラジオ。毎週日曜日 20:00 - 20:30 に配信している。AG-ON Premiumでは2017年8月13日より毎週日曜日にアーカイブ配信をしている。パーソナリティは、福圓美里（白木優羽莉 役）、佐藤利奈（原吹晶 役）。